# Elanchove
Elanchove (em castelhano) ou Elantxobe (em basco e oficialmente) é um município da Espanha na província da Biscaia, comunidade autónoma do País Basco, com 1,85 km² de área. Em 2021 tinha 344 habitantes (densidade: 185,9 hab./km²).
É uma das aldeias marinhas mais pitorescas da costa basca, em cujas ruas se localizam casas que parecem despenhar-se sobre o Cantábrico. 

Acopladas na rocha calcária de Ogoño, a 300 metros acima do mar, aos seus pés fica a praia de Laga, uma das mais belas de Biscaia e do litoral basco. Foi aqui que Mariah Carey gravou o seu videoclipe Sweetheart.

## Demografia
| Variação demográfica do município entre 1991 e 2004 | Variação demográfica do município entre 1991 e 2004 | Variação demográfica do município entre 1991 e 2004 | Variação demográfica do município entre 1991 e 2004 |
| --------------------------------------------------- | --------------------------------------------------- | --------------------------------------------------- | --------------------------------------------------- |
| 1991                                                | 1996                                                | 2001                                                | 2004                                                |
| 550                                                 | 510                                                 | 443                                                 | 463                                                 |